# 中国电影发行放映协会
中国电影发行放映协会是位于北京市，由中华人民共和国电影制作、发行、放映等相关单位组成的全国性社会团体。

## 历史沿革
1985年9月7日，中国电影发行放映学会在山东省烟台市成立。
1995年9月26日，正式更名为中国电影发行放映协会。